# William Hayes (Kapitän)

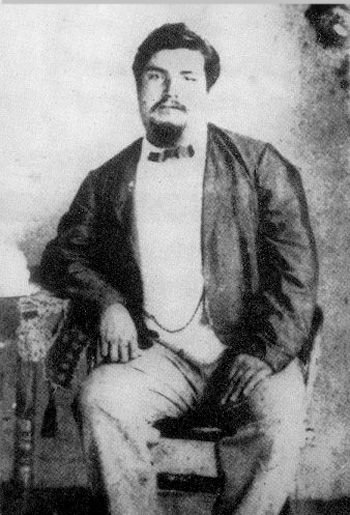
Einzige bekannte Fotografie von William Henry ”Bully” Hayes, 1863

William Hayes, vollständiger Name William Henry Hayes, am bekanntesten unter dem Spitznamen “Bully” Hayes (zwischen 1828 und 1832 in Cleveland, Ohio – 1877), war ein in den USA geborener Blackbirder, Kapitän und Sklavenhändler.

## Leben
Hayes wurde zwischen 1828 und 1832 in Cleveland, Ohio geboren. Sein Vater war der Gastwirt oder Binnenschiffer Henry Hayes, der Name seiner Mutter ist unbekannt.
Erste Erfahrung in der Schifffahrt erwarb er auf den Großen Seen, anschließend betätigte er sich als Seefahrer auf dem Pazifik. 1853 soll er auf dem amerikanischen Schiff Canton  angeheuert haben, 1857 erwarb er in Singapur mit betrügerischen Mitteln das Schiff C.W.Bradley, als dessen Kapitän er im Januar 1857 im australischen Fremantle auftauchte. Er heiratete am 25. August desselben Jahres im südaustralischen Penwortham, eventuell bigamistisch, Amelia Littleton, die er später nach San Francisco brachte. Er betätigte sich anschließend im betrügerischen Seehandel zwischen Fremantle und San Francisco. Nachdem das von ihm gestohlene Schiff Ellentia gesunken war, erschien er 1860 in Sydney, wo er wegen sexueller Belästigung eines jungen Mädchens auf diesem Schiff angeklagt wurde. Die Klage wurde fallengelassen, die australische Zeitung Empire druckte aber einen beissend kritischen Bericht über seine Aktivitäten, der mit einer Serie gefälschte Leserbriefe an den Sydney Morning Herald konterkariert wurde. Er wurde wegen Überschuldung im Gefängnis von Darlinghurst eingesperrt und freigelassen, nachdem er seinen Bankrott erklärte.
Anschließend segelte er mit der Truppe der Minstrel Show Glogski and Buckingham nach Neuseeland, wo er polygamistisch Rosa Buckingham heiratete. Diese ertrank mit ihrem Kind, ihrem Bruder und Kindermädchen im August 1864 in Nelson, nur Hayes überlebte das Unglück. Er segelte einige Jahre lang auf betrügerisch erworbenen Schiffen in den Gewässern Neuseelands, bis er im Mai 1866 das Schiff Rona kaufte. Mit Emily Mary Butler, die er am 26. Juli 1865 wiederum polygamistisch heiratete, und ihren 1866 geborenen Zwillingstöchtern engagierte er sich mit diesem Schiff im ozeanischen Seehandel und im blackbirding. Nachdem er dieses Schiff bei den Cookinseln verloren hatte, tat er sich auf Samoa mit dem amerikanischen Blackbirder Ben Pease zusammen. Er übernahm das Kommando auf dessen Schiff Pioneer und taufte es in Leonora um. Im Januar 1874 heuerte George Lewis Becke in Mili auf den Marshallinseln auf seinem Schiff an, blieb einige Monate bei seiner Crew und sammelte dort Stoff für seine Südseeromane.
Am 15. März 1874 lag die Leonora in den Karolineninseln vor Kosrae vor Anker und wurde bei einem Sturm an einem Riff zerstört. Hayes und die Besetzung konnten sich aber in Sicherheit bringen. Unterstützt von einigen Mitgliedern der Crew und ferner in Begleitung fünf einheimischer Frauen eröffnete er dort eine Handelsstation und terrorisierte die Bewohner der Insel. Als im September 1874 die H.M.S. Rosario die Insel erreichte, wurden Klagen über sein gewalttätiges Verhalten von Missionaren, einigen Angehörigen der Crew und dem einheimischen König geäußert. Um nicht verhaftet zu werden, floh Hayes mit einem Begleiter in einem kleinen Boot. Er wurde vom amerikanischen Walfänger Arctic aufgenommen und landete im Februar 1875 in Guam. Nach diversen Aktivitäten auf den Philippinen, wo er auch von spanischen Behörden
verhaftet worden sein soll, erschien er wieder in San Francisco. Von dort stach er im Oktober 1876 mit der Yacht Lotus zum letzten Mal in See. Er wurde von zwei Männern und einer Frau, angeblich der Ehefrau des Schiffseigners, begleitet. Im April 1877 kam es vor Jaluit zu einer Auseinandersetzung auf dem Schiff, in deren Verlauf Hayes durch einen Schlag mit einem metallenen Gegenstand getötet wurde, anschließend wurde sein Körper über Bord geworfen. Als das Schiff Jaluit erreichte, wurde sein Tod den Behörden mitgeteilt. Es kam wegen seiner Tötung aber nie zu einem Gerichtsverfahren. Hayes hinterließ eine Frau und Zwillingstöchter in Samoa.

## Rezeption
Hayes war in jedem Hafen des Pazifiks bekannt. Zur legendären Figur wurde er zuerst durch Rolf Boldrewoods 1894 erschienenen Roman A modern Buccaneer, der auf einem Manuskript George Lewis Beckes beruhte. Später setzte Becke ihm in seinen eigenen Südseeromanen ein literarisches Denkmal. Im 1983 erschienenen Film Insel der Piraten wurde seine fiktiv ausgeschmückte Lebensgeschichte verfilmt.
In Neuseeland gilt „Bully“ Hayes als eine Art Nationalheld. Die vom neuseeländischen Kulturministerium herausgegebene Online-Enzyklopädie Teara – The Encyclopedia of New Zealand beschreibt ihn als „scharfsinnigen Unternehmer und überaus befähigten Seefahrer“ mit einer „kraftvollen Gestalt“ und „angenehmer Baritonstimme“. Er sei „mutig, erfindungsreich, unbeirrt im Überwinden von Widerständen und fähig zu sehr viel Großzügigkeit“ gewesen, und obwohl er ein Ehebrecher, Ganove und Betrüger gewesen sei, dessen zahlreiche Missetaten bewiesen seien, sei er kein schlechterer Mensch als die anderen Südseekapitäne des 19. Jahrhunderts gewesen.
Sämtliche anderen heutigen Quellen nennen ihn jedoch einen „Verbrecher grossen Stils“ mit „unbegrenzten Tricks“ und einem „einnehmenden Wesen“, er habe „so ziemlich kein Verbrechen aus(gelassen) – von Schmuggel über Piraterie bis hin zu Vergewaltigung und Mord“ – und sei die „vielleicht schillerndste Persönlichkeit“ unter den Europäern und Amerikanern gewesen, die im 19. Jahrhundert auf den pazifischen Inseln eintrafen. Diese hätten durch die Verbreitung von Alkohol und Schusswaffen, Übergriffe auf einheimische Frauen, Raub und Diebstahl dazu beigetragen, das Vertrauen der Insulaner in Fremde zu erschüttern.